# Ladniki
Ladniki (biał. Ледавікі; ros. Лядники) – wieś na Białorusi, w obwodzie witebskim, w rejonie szarkowszczyńskim, w sielsowiecie Radziuki.

## Historia
W czasach zaborów ówczesny zaścianek prywatny w granicach Imperium Rosyjskiego.
W dwudziestoleciu międzywojennym wieś a następnie kolonia leżała w Polsce, w województwie wileńskim, w powiecie duniłowickim (od 1926 postawskim), w gminie Łuck (od 1927 gmina Kozłowszczyzna) a następnie w gminie Szarkowszczyzna.
Według Powszechnego Spisu Ludności z 1921 roku zamieszkiwało tu 39 osób, 20 było wyznania rzymskokatolickiego a 19 prawosławnego. Jednocześnie 29 mieszkańców zadeklarowało polską przynależność narodową a 10 białoruska. Było tu 6 budynków mieszkalnych. W 1931 w 7 domach zamieszkiwało 40 osób.
Miejscowość należała do parafii rzymskokatolickiej i prawosławnej w Szarkowszczyźnie. Podlegała pod Sąd Grodzki w Duniłowiczach i Okręgowy w Wilnie; właściwy urząd pocztowy mieścił się w Szarkowszczyźnie.